# Al Rayyan Al Qadeem (métro de Doha)
Al Rayyan Al Qadeem (en arabe : الريان القديم) est une station sur la Ligne Verte du Métro de Doha. Elle est ouverte en 2019.

## Histoire
La station est mise en service le 10 décembre 2019.